# سبزی‌کاری عملی
سبزی‌کاری عملی کتابی از غلامرضا وزیری الهی است که در سال ۱۳۳۸ منتشر و برندهٔ جایزه کتاب سال سلطنتی شد.